# Saint-Biez-en-Belin
Saint-Biez-en-Belin is een gemeente in het Franse departement Sarthe (regio Pays de la Loire) en telt 562 inwoners (1999). De plaats maakt deel uit van het arrondissement Le Mans.

## Geografie
De oppervlakte van Saint-Biez-en-Belin bedraagt 9,3 km², de bevolkingsdichtheid is 60,4 inwoners per km².
De onderstaande kaart toont de ligging van Saint-Biez-en-Belin met de belangrijkste infrastructuur en aangrenzende gemeenten.

## Demografie
Onderstaande figuur toont het verloop van het inwonertal (bron: INSEE-tellingen).